# Trials Rising
Trials Rising is een race-platformspel ontwikkeld door RedLynx en Ubisoft Kiev. Het spel wordt uitgegeven door Ubisoft en is op 26 februari 2019 uitgekomen voor de Nintendo Switch, de PlayStation 4, Windows en de Xbox One. Het is het achtste non-browserspel uit de Trials-serie.
Trials Rising voegt voeg het eerst in de serie een lokale co-op-modus toe, waar twee spelers samen op een tandem kunnen rijden.

## Ontwikkeling
Het spel werd voor het eerst aangekondigd op de Electronic Entertainment Expo van 2018. Van 13 tot 16 september 2018 liep een gesloten bèta voor het spel.

## Aanpassingen
Kleding en motorfiets kunnen worden aangepast door de speler, mits je deze hebt vrijgespeeld, of hebt aangekocht met microtransactions.